# 马赛公社
马赛公社（法語：Commune de Marseille）是法国的一个起义公社，为声援1871年3月18日的巴黎公社起义而宣布成立。其目的是支持新生的共和国，反对“凡尔赛派”的阴谋，并让马赛自治。马赛公社由共和主义者、温和主义者、布朗基主义者、社会主义者以及持各种观点的第一国际成员共同建立。马赛公社废除省长领导的省委员会，任命律师兼诗人加斯顿·克雷米厄为领导人。但马赛公社内部很快出现分裂。由于无法履行其法定职责，马赛公社被一些无能且暴力的巴黎代表接管。为了防止马赛公社组织选举并获得真正的民主合法性，凡尔赛政府的将军亨利·埃斯皮文·德·拉维尔斯布瓦内宣布其为非法，并向其派出军队。1871年4月4日—5日夜间，马赛公社被血腥镇压；随着马赛公社的失败，巴黎公社在外省获得支持的最后希望也破灭了。虽然马赛公社的起源可追溯到1870年11月1日的第一次起义，但马赛公社总共只存在了14天，即1871年3月22日—4月5日。